# Grande Prêmio da Espanha de 1972
Resultados do Grande Prêmio da Espanha de Fórmula 1 realizado em Jarama em 1º de maio de 1972. Terceira etapa do campeonato, foi vencido pelo brasileiro Emerson Fittipaldi, da Lotus-Ford, que subiu ao pódio ladeado por Jacky Ickx e Clay Regazzoni, pilotos da Ferrari.

## Resumo
Última corrida da categoria realizada numa segunda-feira.

## Classificação da prova
| Pos     | Nº | Piloto               | Construtor     | Voltas | Tempo/Diferença          | Grid | Pontos |
| ------- | -- | -------------------- | -------------- | ------ | ------------------------ | ---- | ------ |
| 1       | 5  | Emerson Fittipaldi   | Lotus-Ford     | 90     | 2:03:41.2                | 3    | 9      |
| 2       | 4  | Jacky Ickx           | Ferrari        | 90     | + 18.92                  | 1    | 6      |
| 3       | 6  | Clay Regazzoni       | Ferrari        | 89     | + 1 volta                | 8    | 4      |
| 4       | 26 | Andrea de Adamich    | Surtees-Ford   | 89     | + 1 volta                | 13   | 3      |
| 5       | 20 | Peter Revson         | McLaren-Ford   | 89     | + 1 volta                | 11   | 2      |
| 6       | 29 | José Carlos Pace     | March-Ford     | 89     | + 1 volta                | 16   | 1      |
| 7       | 22 | Wilson Fittipaldi    | Brabham-Ford   | 88     | + 2 voltas               | 14   |        |
| 8       | 12 | Tim Schenken         | Surtees-Ford   | 88     | + 2 voltas               | 18   |        |
| 9       | 21 | Dave Walker          | Lotus-Ford     | 87     | Pane seca                | 24   |        |
| 10      | 18 | Graham Hill          | Brabham-Ford   | 86     | + 4 voltas               | 23   |        |
| 11      | 14 | Henri Pescarolo      | March-Ford     | 86     | + 4 voltas               | 19   |        |
| Ret     | 1  | Jackie Stewart       | Tyrrell-Ford   | 69     | Acidente                 | 4    |        |
| Ret     | 9  | Chris Amon           | Matra          | 66     | Câmbio                   | 6    |        |
| Ret     | 3  | François Cevert      | Tyrrell-Ford   | 65     | Ignição                  | 12   |        |
| Ret     | 8  | Peter Gethin         | BRM            | 65     | Motor                    | 21   |        |
| Ret     | 11 | Denny Hulme          | McLaren-Ford   | 48     | Câmbio                   | 2    |        |
| Ret     | 25 | Howden Ganley        | BRM            | 38     | Motor                    | 20   |        |
| Ret     | 10 | Reine Wisell         | BRM            | 24     | Acidente                 | 10   |        |
| Ret     | 7  | Mario Andretti       | Ferrari        | 23     | Pressão do óleo          | 5    |        |
| Ret     | 15 | Mike Hailwood        | Surtees-Ford   | 20     | Pane elétrica            | 15   |        |
| Ret     | 2  | Ronnie Peterson      | March-Ford     | 16     | Vazamento de combustível | 9    |        |
| Ret     | 16 | Rolf Stommelen       | Eifelland-Ford | 15     | Acidente                 | 17   |        |
| Ret     | 19 | Jean-Pierre Beltoise | BRM            | 9      | Câmbio                   | 7    |        |
| Ret     | 24 | Niki Lauda           | March-Ford     | 7      | Diferencial              | 25   |        |
| Ret     | 28 | Alex Soler-Roig      | BRM            | 6      | Acidente                 | 22   |        |
| DNQ     | 23 | Mike Beuttler        | March-Ford     |        |                          |      |        |
| Fontes: |    |                      |                |        |                          |      |        |

## Tabela do campeonato após a corrida
|         | Pos. | Piloto             | Pontos |
| ------- | ---- | ------------------ | ------ |
|         | 1    | Denny Hulme        | 15     |
| 1       | 2    | Emerson Fittipaldi | 15     |
| 1       | 3    | Jacky Ickx         | 10     |
| 2       | 4    | Jackie Stewart     | 9      |
| 1       | 5    | Clay Regazzoni     | 7      |
| Fontes: |      |                    |        |

|         | Pos. | Construtor   | Pontos |
| ------- | ---- | ------------ | ------ |
|         | 1    | McLaren-Ford | 17     |
| 2       | 2    | Lotus-Ford   | 15     |
|         | 3    | Ferrari      | 13     |
| 2       | 4    | Tyrrell-Ford | 9      |
| 1       | 5    | Surtees-Ford | 5      |
| Fontes: |      |              |        |

- Nota: Somente as primeiras cinco posições estão listadas. A temporada de 1972 foi dividida em dois blocos de seis corridas onde cada piloto descartaria um resultado. Neste ponto esclarecemos: na tabela dos construtores figurava somente o melhor resultado dentre os carros do mesmo time.